# آپن پاتل
آپن پاتل (انگلیسی: Upen Patel؛ زادهٔ ۱۶ اوت ۱۹۸۰) یک هنرپیشه اهل هند است.
او در فیلم ۳۶ محله چینی‌ها (۲۰۰۶)، سلام لندن (۲۰۰۷)، داستان شگفت‌انگیز (۲۰۰۹)، شاکالاکا بوم بوم (۲۰۰۷)، پول باشه یار هم میاد (۲۰۰۸) و من (فیلم ۲۰۱۵) (۲۰۱۵) بازی کرده‌است.